# Prasinocyma turlini
Prasinocyma turlini är en fjärilsart som beskrevs av Claude Herbulot 1982. Prasinocyma turlini ingår i släktet Prasinocyma och familjen mätare. Inga underarter finns listade i Catalogue of Life.